# Николаевка (Казачанская сельская территория)
Николаевка — село в Старооскольском городском округе Белгородской области, входящее в состав Казачанской сельской территории. Расстояние до Старого Оскола составляет 35 км.

## История
Село Николаевка расположено на правом берегу реки Оскол. Ранее называлась селением Дубенка, по названию протекающей рядом реки. 
В середине XVIII века в Николаевке построена деревянная церковь во имя Живоначальной Троицы.
В XIX веке Николаевка (Медведьевка) – поселение при реке Дубенка, в 28 верстах от города – 59 дворов, 367 жителей, часовня, хлебозапасный магазин, ветряная мельница. 
В середине 1920-х в Николаевке был организован колхоз им. Кирова.
В 1954 году село вошло в состав Белгородской области.

## Население
| 2002 | 2010 |
| ---- | ---- |
| 31   | ↗36  |